# Elecciones presidenciales de Irán de 2013
La elección del undécimo presidente de Irán fue programada para el 14 de junio de 2013. De acuerdo con la Constitución iraní en vigor, el mandatario en curso Mahmud Ahmadineyad no tiene derecho a presentarse a un tercer mandato.
El religioso duodecimano, jurista y diplomático Hasán Rouhaní resultó elegido con el 50.71% de los votos.
En los mismos días está prevista también la elección de los miembros de los concejos municipales, así como la de los representantes en la Asamblea Consultiva Islámica de cuatro distritos electorales.

## Condiciones de participación
El presidente de Irán es el principal cargo de la estructura política de la República Islámica de Irán después del Líder Supremo, puesto ocupado desde 1989 por el ayatolá Alí Jamenei. La elección se realiza por sufragio universal directo entre los candidatos aprobados por el Consejo de Guardianes.
Los candidatos deben ser «personalidades políticas y religiosas» de nacionalidad iraní, administradores experimentados, tener buenos antecedentes; ser dignos de confianza y virtuosos, creyentes y comprometidos con los principios de la República Islámica y a la confesión oficial del país, la islámica chiita duodecimana.
Un proyecto de reforma de la ley electoral aprobado en diciembre por el parlamento  introducir nuevos requisitos, entre los que se cuentan una edad de entre 40 y 75 años (que impide entre otras la candidatura del expresidente Akbar Hashemí Rafsanyaní), y una cualificación académica de nivel de maestría (o su equivalente en el sistema de estudios islámicos de Qom), además del reconocimiento por cierto número de responsables políticos o años de experiencia como alto funcionario del estado. El 28 de abril de 2013, el Consejo de Guardianes anunció la próxima emisión de un reglamento oficial de evaluación de la aptitud de los candidatos a la presidencia. Este reglamento incluye la definición del concepto de «personalidad política y religiosa».
El número de ciudadanos iraníes con derecho a voto fue anunciado el 28 de mayo como 50.483.192, de los cuales 1.631.206 acceden por primera vez al derecho al voto.

### Elección anterior
Véase: Elección presidencial de Irán de 2009.
En la elección presidencial anterior, una grave crisis política tuvo lugar cuando, al anuncio de la victoria de Mahmud Ahmadineyad con dos tercios del total de los votos emitidos en la primera vuelta, los otros tres candidatos (después dos, el ex primer ministro Musaví y el expresidente del parlamento Mehdí Karrubí) acusaron a la administración saliente de fraude electoral e incluso de golpe de Estado entre grandes manifestaciones de protesta callejeras, cibernéticas e intergubernamentales, forzando la intervención del jefe del estado Alí Jamenei y de una comisión investigadora para ratificar los resultados, acusando a sectores reformistas de tramar una fitna en forma de revolución de colores a sueldo de gobiernos occidentales, lo que resultó en penas de prisión para gran número de figuras políticas reformistas, incluido el arresto en lugar desconocido de Musaví y Karrubí desde inicios de 2011.

### Reforma de la ley electoral
El 24 de agosto de 2012, el portavoz del Consejo de Discernimiento del Interés del Estado anunció que el jefe del estado iraní —el ayatolá Alí Jameneí—, había encargado al Consejo la reforma de la ley electoral iraní.
Personalidades del gabinete de Mahmud Ahmadineyad se han opuesto a la transferencia de la competencia para organizar y ejecutar el proceso electoral, entre ellos el ministro de Interior Mostafá Mohammad-Nayyar bajo el argumento de que «no tiene base legal y revolvería las funciones de los distintos poderes», el mismo 25 de agosto de 2012.
El nuevo proyecto de ley se presentó en la Asamblea Consultiva Islámica el 16 de diciembre de 2012. Tras la introducción de modificaciones por el Consejo de Guardianes, la nueva ley fue anunciada al gobierno el 9 de febrero de 2013 por el presidente del legislativo, Alí Lariyaní.

#### Cambios introducidos
| Artículos | Ley anterior | Ley vigente tras la reforma |
| --------- | --- | --- |
| 18 y 31   | Ejecuta el proceso electoral en exclusiva el ministerio del Interior. Anuncia los resultados electorales el ministro del Interior. | El ministerio del Interior ejecuta el proceso electoral bajo la supervisión de la Comisión Ejecutiva Central Electoral.* La competencia última de anunciar los resultados electorales, tras su aprobación y anuncio al ministerio del Interior por la Comisión Ejecutiva, recae tras la aprobación general del proceso electoral en el Consejo de Guardianes. |
| 64        | La propaganda electoral radiotelevisiva debe ser grabada de antemano.                                                              | La Comisión de Estudio de Propaganda puede eliminar elementos contrarios a la ley** de los anuncios en caso de determinar su existencia. En caso de producirse infracciones a la ley durante emisiones en directo, la radiotelevisión estatal IRIB debe proporcionar la ocasión adecuada, en forma de grabación, para que se restablezca la justicia.         |
*Según el artículo 31, el ejecutor del proceso electoral sigue siendo el ministerio del Interior, pero actúa bajo la supervisión de una Comisión Ejecutiva Central Electoral compuesta por 11 miembros que incluyen a 3 personas jurídicas (el ministro del Interior, el ministro de Inteligencia y el fiscal general del estado), 7 delegados (personalidades de los ámbitos cultural, religioso, social y político) y un representante de la Asamblea Consultiva Islámica.
**Los casos de infracción incluyen: elementos insultantes, difamación del resto de candidatos u otras personas y otros elementos contrarios a las leyes.

## Candidaturas
Las 686 candidaturas presentadas entre el 7 y el 11 de mayo de 2013 fueron evaluadas por el Consejo de Guardianes, que el 21 de mayo publicó a través de los medios de comunicación oficiales iraníes una lista de los ocho candidatos considerados cualificados para concurrir a la elección:
- Mohammad Rezá Aref, vicepresidente primero de Jatamí entre 2001 y 2005 y en la actualidad miembro del Consejo de Discernimiento del Interés del Estado y catedrático en la Universidad Tecnológica Sharif.[17] Aref anunció que, en caso de presentarse Jatamí o Rafsanyaní, se retiraría y pediría el voto para ellos.[18]

- Mohammad Gharazí, ministro de Correos y Telégrafos bajo la presidencia de Akbar Hashemí Rafsanyaní.

- Gholamalí Haddad Adel, ideólogo y presidente del parlamento entre 2004 y 2008.

- Mohammad Baqer Qalibaf, alcalde de Teherán desde 2005 y antiguo comandante de la Guardia Revolucionaria.

- Mohsén Rezaí, comandante de la Guardia Revolucionaria durante la guerra Irán-Irak y secretario del Consejo de Discernimiento del Interés del Estado desde 1997.

- Hasán Rouhaní, secretario del Consejo Superior de Seguridad Nacional de 1989 a 2007 y representante hasta hoy del Líder Supremo en el mismo organismo.

- Alí Akbar Velayatí, ministro de Exteriores bajo el ayatolá Jomeini, el primer ministro Mir Hosein Musaví y el presidente Hashemí Rafsanyaní de 1981 a 1997, y consejero de política internacional del ayatolá Alí Jamenei.[19]

- Saíd Yalilí, responsable de la diplomacia relativa al programa nuclear de Irán desde 2007 y vicepresidente primero de Mahmud Ahmadineyad desde 2009.[19][20]

### Rechazadas
Causó particular revuelo el rechazo de dos candidaturas: la del antiguo hombre fuerte de la República Islámica Akbar Hashemí Rafsanyaní, hombre de confianza del ayatolá Jomeini, responsable en gran medida de la conformación política del aparato de estado iraní, que ya ejerciera la presidencia entre 1989 y 1997 y desde 2011 presidente del Consejo de Discernimiento de la Conveniencia del Estado; y la de Esfandiar Rahim Mashaí, aliado político del presidente saliente Mahmud Ahmadineyad enfrentado a sectores clericales vinculados al jefe del estado Alí Jamenei.

### Retiradas
El 10 de junio, a cuatro días de la primera vuelta, retiró su candidatura Gholamalí Haddad Adel. Horas más tarde anunció la retirada de su candidatura Mohammad Rezá Aref, tras haber consensuado distintas fuerzas reformistas apoyar la candidatura de Hasán Rouhaní.
Anteriormente habían retirado sus candidaturas ya varios postulantes pidiendo el voto para los candidatos de gran peso político registrados a última hora: los diputados Masud Pezeshkián y Yavad Etaat y el exministro de Comercio Mohammad Shariatmadarí por Rafsanyaní; el consejero de prensa encarcelado de Ahmadineyad Alí Akbar Yavanfekr, el vicepresidente Mohammad Rezá Rahimí y el ministro de la Yihad Agrícola Sadeq Jalilián por Rahim Mashaí; Davud Ahmadineyad, hermano del presidente saliente, y el exministro de Sanidad Kamrán Baqerí Lankaraní por Saíd Yalilí y el ministro de Exteriores Ramín Mehmanparast por Mohammad Baqer Qalibaf.

## Período previo a la campaña

### Tensiones entre Ahmadineyad y el líder Jamenei
La tensión entre el presidente saliente, Mahmud Ahmadineyad, y los sectores próximos al Líder Supremo Alí Jameneí, parecía incrementarse en los meses anteriores a la elección, hasta la incapacitación como candidato del aliado del presidente saliente, Esfandiar Rahim Mashaí. Así, el día 2 de abril, el representante especial del líder ante la Guardia Revolucionaria, Mochtabá Zonnur calificó a «Ahmadineyad y su gobierno» de autoritarismo y de insubordinación a la ley y a la autoridad del jefe del estado. Habibollah Asgharouladí, figura reconocida de la derecha tradicional, acusó el 25 de abril al entorno de Ahmadineyad («la corriente desviada», ŷarayán-e enherafí) de formar una de las dos cuchillas de «una misma tijera» junto a los sectores enfrentados al gobierno en las protestas electorales de 2009 a 2011 (los «sediciosos», fetnegarán). El 5 de mayo,  Ahmadineyad hizo declaraciones desafiantes en Urmía: «Algunos se han creído que tienen más derechos y se consideran propietarios y señores de la gente. Tenemos que deshacer esas ideas. "Epopeya" quiere decir romper los ídolos y poner cada cosa en su sitio».
La presentación de la candidatura de Esfandiar Rahim Mashaí por el propio presidente en ejercicio Mahmud Ahmadineyad suscitó la condena del Consejo de Guardianes, que calificó la toma de partido de Ahmadineyad como «infracción» (tajallof) y notificó que había pasado el caso al poder judicial. 150 parlamentarios firmaron una denuncia el 13 de mayo reclamando el encausamiento del presidente Mahmud Ahmadineyad por violar la ley electoral.

### Posibles candidaturas reformistas: Jatamí, Rafsanyaní, Rouhaní
En las semanas anteriores a la votación, las conjeturas sobre la candidatura que representaría a los sectores reformistas se centraron en el expresidente de la república y presidente del Consejo de Discernimiento Akbar Hashemí Rafsanyaní y el expresidente Seyyed Mohammad Jatamí. Rafsanyaní declaró no descartar presentar su candidatura ante un grupo de partidarios el 28 de abril, provocando la reacción del ministro de Inteligencia Heydar Moslehí, quien el día 2 de mayo llamó a «la Revolución» a no olvidar el papel de los organizadores de la «fitna de 2009» y afirmó que su ministerio posee «información precisa» sobre la implicación de Rafsanyaní en la organización de las protestas.
El día anterior, el anunciado candidato Hasán Rouhaní, cercano a Rafsanyaní, había afirmado «tajantemente» que éste no se presentaría a la elección mientras Mohsén Mehralizadé declaraba que los reformistas aguardaban la decisión definitiva de Mohammad Jatamí para conformar un centro de coalición electoral.
En el mismo día, el director del diario Keyhán Hosein Shariatmadarí lanzó un duro ataque contra Jatamí calificándolo de traidor y «corruptor sobre la tierra» —título condenado por la ley islámica con la pena capital—, por su supuesto papel de «quinta columna de Estados Unidos, Isrel e Inglaterra» en los sucesos de 2009. El día 4 de mayo, Mohammad Jameneí —hermano del jefe del estado acusó a Rafsanyaní de ser la persona idónea para las intrigas de Estados Unidos en Irán, a sabiendas o no, por el uso de una retórica basada en el concepto de «elecciones libres». Al día siguiente, un grupo de diputados en la Asamblea Consultiva Islámica entre los que se encontraba Ahmad Tavakkolí protestaron por las acusaciones del ministro de Inteligencia contra Rafsanyaní, reclamando que se abstuviese de expresar opiniones «de carácter político», a la vez que el expresidente Jatamí se mostraba apesadumbrado porque «reina sobre el país un ambiente policial asfixiante» y se mostraba reticente a presentar su candidatura a la presidencia estando recluidos sin juicio los líderes de oposición Mir Hosein Musaví y Mehdí Karrubí. Rafsanyaní declaró el día 5 de mayo que estaba valorando la posibilidad de entrar en liza pero que presentar su candidatura sin el acuerdo del Líder «produciría efectos inversos» y que debía hablar con él. El día 7, primer día de registro de candidaturas, el expresidente Jatamí se regocijó por el anuncio de la posible presencia de Hashemí Rafsanyaní entre los candidatos y expresó su convencimiento de que el ayatolá Jameneí no tendría motivos para oponerse a tal candidatura. El 11 de mayo, último día de plazo para inscribir candidaturas, el diario reformista liberal Shargh publicó que los grandes ayatolás Sistaní de Nayaf (Irak) y Vahid Jorasaní de Qom (Irán) llamaban a presentarse a la elección a Hashemí Rafsanyaní, información desmentida por la oficina de Jorasaní, mientras que expresaba desconocimiento la de Sistaní y «no confirmarla» el supuesto transmisor del requerimiento de Sistaní.
El 10 de mayo, el exministro de Inteligencia Alí Yunesí afirmó que una conferencia de Rouhaní había sido cancelada «por orden de la autoridad gubernativa»., un día después de que Rouhaní —interrogado sobre las protestas postelectorales de 2009—, advirtiera de que, en caso de insistir «algunos» en usar el término «fitna» para referirse a los acontecimientos, «yo también me veré obligado a hablar de cosas que no creo que sea adecuado en este momento, y puede que a muchos no les guste».
El 17 de mayo Ahmad Yannatí, secretario del Consejo de Guardianes —órgano encargado de filtrar las candidaturas— declara que el presidente debe llevar una vida sencilla y humilde y «no puede ir por ahí en Mercedes-Benz», días después de que Rafsanyaní acudiera a inscribirse como candidato en un automóvil de ese fabricante.
El 21 de mayo, la candidatura de Rafsanyaní fue una de las 678 rechazadas por el Consejo de Guardianes de la Constitución, quedando en liza dos candidatos susceptibles de recibir el apoyo del movimiento reformista iraní: la de Mohammad Rezá Aref, vicepresidente en la segunda presidencia de Jatamí (2001-2005), y la de Hasán Rouhaní, próximo a Rafsanyaní. En las semanas de campaña, Aref recabó el apoyo de la principal formación reformista, el Frente de Participación del Irán Islámico con Jatamí a la cabeza; del Partido de la Democracia de Mostafá Kavakebián; del exvicepresidente Mohsén Mehralizadé; y de Hadí Jameneí, miembro destacado de la Asamblea de Clérigos Combatientes, pero terminó retirando su candidatura cuatro días antes de la votación, después de que tras días de conversaciones entre sectores reformistas y moderados sobre la necesidad de presentar una candidatura única frente a los conservadores, el expresidente Jatamí trasladara su apoyo a Hasán Rouhaní. Éste concurrió finalmente a las elecciones con el apoyo de la Asamblea de Clérigos Combatientes, la Asamblea de Enseñantes e Investigadores de las Escuelas Teológicas de Qom, el Frente de Participación del Irán Islámico, el Colectivo Mujeres de la República Islámica, el Partido Moderación y Desarrollo, el Partido de la Democracia, el Frente Popular por las Reformas, la Casa del Trabajador, el Partido de la Voluntad de la Nación Iraní, el Frente Popular de los Héroes del Irán Islámico, el comité central de campaña de Mohammad Rezá Aref, el Comité de Juventudes y Estudiantes Principalistas Partidarios del Doctor Rouhaní, el Partido de Juventudes del Irán Islámico, la Asociación Islámica de Maestros de Irán, la Asamblea de Profesores del Irán Islámico, el Colectivo de Prédica y Reforma de Irán y el Consejo de Militantes Nacional-Religiosos, además de los grandes ayatolás Yusef Saneí, Seyyed Alí Mohammad Dastgheyb, Bayat Zanyaní y Moulaví Abdolhamid; la familia del gran ayatolá Hosein Alí Montazerí; los expresidentes Rafsanyaní y Jatamí; Seyyed Hasán Jomeiní y Zahrá Mostafaví (hijos del ayatolá Jomeini); Zahrá Eshraqí (nieta del ayatolá Jomeini); el destacado diputado Alí Motahharí; los diputados Alí Akbar Nateq Nurí, Seyyed Hadí Jameneí, Seyyed Rezá Akramí y Mohammad Ashrafí Esfahaní; los exministros Aref, Eshaq Yahangirí, Mostafá Moín, Mahmud Hoyyatí, Mortezá Hayí, Safdar Hoseiní, Ahmad Jorram, Alí Sufí, Alí Abdolalizadé, Mohammad Shariatmadarí, Irach Fazel y Reza Malekzadé; más gran número de exgobernadores provinciales, de miembros de la federación de asociaciones islámicas universitarias Tahkim-e Vahdat, personalidades del mundo cultural, músicos, empresarios, profesores universitarios; y, en particular, el analista Sadeq Zibakalam, el militante reformista preso Mostafá Tachzadé, el exalcalde de Teherán Gholam Hosein Karbaschí y la militante reformista Masumé Ebtekar.

### Candidaturas fundamentalistas
El 1 de mayo, el exministro de Exteriores y autoproclamado candidato Manuchehr Mottakí afirmó que sólo una persona sería candidata de entre los cinco representantes de las corrientes fundamentalistas, en función de «sondeos de opinión acreditados». Al día siguiente, la web electoral entekhab.ir publicó que en los resultados una encuesta a escala nacional (no publicada), Mohammad Baqer Qalibaf se hallaba «a distancia notable» por delante de los otros dos candidatos fundamentalistas, Alí Akbar Velayatí y Gholamalí Haddad Adel.
El 9 de mayo, el secretario de la fundamentalista Coalición de los Cinco (Etelaf-e Panchgané) anunció la retirada de Mostafá Purmohammadí —presidente del Instituto de Inspección General y ministro del Interior en el primer mandato de Mahmud Ahmadineyad—, Mohammad Rezá Bahonar —vicepresidente segundo del parlamento y diputado en casi todas las legislaturas—, Manuchehr Mottakí —ministro de Exteriores entre 2005 y 2010— y Yahya Al-e Eshaq —presidente de la Cámara de Comercio, Industria y Minas de Teherán— pidiendo el voto para Seyed Mohammad Hasán Abutorabifard. El anuncio provocó las reacciones en contra de varios interesados, incluidos un representante de Bahonar y el propio Mottakí, que recalcó su intención de registrar su candidatura.
El 12 de mayo, Alí Akbar Velayatí declaró que, en caso de recibir Saíd Yalilí el apoyo de clérigos de máximo nivel, lo respaldaría también la Coalición de los Tres, formada por el propio Velayatí, el exportavoz parlamentario Haddad Adel y el alcalde de Teherán Mohammad Baqer Qalibaf.
El 15 de mayo, 100 parlamentarios firmaron una carta reclamando la inhabilitación de las candidaturas de Rafsanyaní y Rahim Mashaí por oponerse a «los principios del Liderazgo». El mismo día se difundió una grabación tomada en un discurso en un centro basiyí en que Qalibaf se enorgullece de su papel directivo y participación directa en la represión con fuego real de una protesta estudiantil en la residencia de estudiantes de la Universidad de Teherán en julio de 1999.